# Beck – Kartellen
Beck – Kartellen är en svensk TV-film från 2001. Detta är den tredje filmen i den andra omgången med Peter Haber och Mikael Persbrandt i huvudrollerna.

## Handling
När en restaurangägare blir mördad, får polisen utreda den kriminella restaurangbranschen. Gunvald Larsson får hålla sig på kontoret eftersom han går på kryckor efter att han skadat foten. Istället blir det Martin Beck och hans kollega Alice Levander som får utreda fallet. 

## Rollista
- Peter Haber – Martin Beck
- Mikael Persbrandt – Gunvald Larsson
- Malin Birgerson – Alice Levander
- Marie Göranzon – Margareta Oberg
- Rafael Edholm – Alexander
- Ingvar Hirdwall – grannen
- Rebecka Hemse – Inger
- Basia Frydman – Iro
- Peter Hüttner – Oljelund
- Bo Höglund – Mats
- Hanns Zischler – Josef Hillman
- Anne-Li Norberg – Eva Örnberg
- Pontus Gustafsson – Bo Göransson
- Jimmy Endeley – Robban
- Mårten Klingberg – Nick
- Mats Rudal – Tommy Stenlid
- Roland Hedlund – Bergstrand
- Georgi Staykov – Bojan
- Fredrik Ohlsson – Josef Hillmans svenska röst
- Said Oveissi – Christos